# マルセロ・アントニオ・ゲデス・フィリォ
マルセロ・アントニオ・ゲデス・フィーリョ（Marcelo Antônio Guedes Filho、1987年5月20日 - ）は、ブラジル・サンパウロ州サン・ヴィセンテ出身のサッカー選手。ポジションはDF。

## 経歴
2004年からサントスFCのユースチームに所属し、2007年にトップチームに昇格した。2008年8月31日、ポーランドのヴィスワ・クラクフに5年契約で移籍し、2008年にはタイトル獲得に貢献した。
2010年7月、PSVアイントホーフェンに3年契約で移籍した。
2013年8月12日、ハノーファー96への移籍が決定した。
2016年2月1日、トルコ・スュペルリグのベシクタシュJKへ期限付き移籍。その後、完全移籍。
2017年7月13日、オリンピック・リヨンに移籍した。移籍金は700万ユーロ。2021年8月15日、リーグ・アン第2節アンジェSCO戦にて、味方GKへのパスミスからオウンゴールを招き、チームは敗北。その試合後には、チームメイトに不適切な態度があったとされ、リザーブチームに降格した。その後はトップチームに復帰することなく、2022年1月26日にリヨンと契約解除が発表された。
2022年1月28日、FCジロンダン・ボルドーへ加入することが発表された。

## 所属クラブ
- サントスFC 2007-2008
- ヴィスワ・クラクフ 2008-2010
- PSVアイントホーフェン 2010-2013
- ハノーファー96 2013-2016
- ベシクタシュJK 2016 (loan)
- ベシクタシュJK 2016-2017
- オリンピック・リヨン 2017-2022
- FCジロンダン・ボルドー 2022
- ウェスタン・シドニー・ワンダラーズFC2022-

## タイトル

### クラブ
サントスFC
- カンピオナート・パウリスタ：2007

ヴィスワ・クラクフ
- エクストラクラサ：2008-09

PSVアイントホーフェン
- KNVBカップ：2011-12
- ヨハン・クライフ・スハール：2012